# Aeroportul Mandritsara
Aeroportul Mandritsara (IATA: WMA, ICAO: FMNX) este un aeroport din Regiunea Sofia, Madagascar ce deservește zona Mandritsara⁠(d). A fost numit după zona deservită.
Situat la o altitudine de 307 m, aeroportul dispune de o singură pistă.